# Кирил Ценевски
Кирил Ценевски (на македонска литературна норма: Кирил Ценевски) е филмов режисьор и сценарист от Северна Македония.

## Биография
Ценевски е роден в 1943 година в Крива паланка, тогава под българско управление. Учи в Архитектурно-строителния факултет на Скопския университет, но още от студентските си години се занимава с кинорежисура. За пръв път в игрален филм професионално е ангажиран като асистент на режисьора Любиша Георгиевски във филма „Цената на градот“ (1970). В 1971 година Ценевски режира филма „Църно семе“, с който печели много награди: „Златна арена“ за режисура на фестивала в Пула, „Златен венец“ за най-успешен дебют, „11 октомври“ и други.

## Филмография
- 1970:Цената на градот (Помощник-режисьор)
- 1971:Црно семе (Режисьор, сценарист)
- 1975:Јад (Режисьор, сценарист)
- 1975:Леополд Седар Сенгор (Режисьор)
- 1976:Еугенио Монтале (Режисьор, сценарист)
- 1976:Фазил Хисни Дагларџа (Режисьор)
- 1978:Џафра (Режисьор)
- 1979:Ежен Гилвик (Режисьор)
- 1979:Рафаел Алберти (Режисьор)
- 1980:Оловна бригада (Режисьор, сценарист)
- 1982:Мостови – Струшки вечери на поезијата (Режисьор)
- 1984:Хуаскаран – Анди '82 (Режисьор, сценарист)
- 1985:Јазол (Режисьор)